# کارما پلیس
«کارما پلیس» (به انگلیسی: Karma Police) نام آهنگی از گروه آلترنیتیو راک انگلیسی ردیوهد و از آلبوم اوکی کامپیوتر است که در سال ۱۹۹۷ منتشر شد. نام آهنگ از کنایه‌ای که در میان اعضای گروه مرسوم بوده‌است گرفته شده و به تئوری هندی قصاص کیفری که با نام کارما شناخته می‌شود اشاره می‌کند.
«کارما پلیس» به عنوان دومین تک‌آهنگ از آلبوم اوکی کامپیوتر منتشر شد و به موفقیت تجاری خوبی نیز دست یافت. آهنگ در میان منتقدین نیز مورد تحسین قرار گرفت.

## پیش‌زمینه و ضبط
«کارما پلیس» مانند بسیاری دیگر از آهنگ‌های اوکی کامپیوتر پیش از انتشار در اجرای زنده گروه در سال ۱۹۹۶ و هنگامی که گروه مختصراً از آلانیس موریست پشتیبانی می‌کرد برای اولین بار اجرا شد. این نسخه آهنگ از نظر ترانه با نسخه نهایی منتشر شده تفاوت‌های زیادی داشت. یک نسخه از اجرای زنده آهنگ نیز که ردیوهد به وسیله پیانوی رودس و در «برنامه شامگاهی با دیوید لترمن» نواخته‌است در مستند «ملاقات با مردم آسان است» وجود دارد. اعضای ردیوهد برای نوشتن «کارما پلیس» در دوره ضبط اوکی کامپیوتر به موسیقی بیتلز، مایلز دیویس، دی‌جی شادو و انیو موریکونه گوش می‌دادند.

## لیست آهنگ‌ها

### سی‌دی اول
1. Karma Police
2. Meeting in the Aisle
3. Lull

### سی‌دی دوم
1. Karma Police
2. Climbing Up the Walls (Zero 7 Mix)
3. Climbing Up the Walls (Fila Brazillia Mix)